# Anette Carlsson
För en annan stavning, se Anette Carlson.
Inger Anette Marianne Carlsson, född  29 juni 1945 i Örebro, är en svensk journalist och TV-producent verksam i Göteborg och Luleå.
Carlsson tog en journalistexamen i Göteborg 1969 och fil kand i Göteborg 1970. Hon arbetade som TV-producent i Göteborg från år 1969.
1977–1979 var hon riksradiochef i Luleå. Därefter var hon TV-producent vid SVT Luleå. 1986–1989 var hon distriktschef för SVT Luleå.
Sedermera återvände Carlsson till SVT Göteborg. Hon var chef för den regionala digitala kanalen SVT Väst från 1998.
År 2000 lämnade hon SVT för att arbeta som frilans.
Senare blev hon även medieforskare. Hennes licentiatarbete "Sveriges radio och tv – eller Stockholms?" lades fram vid Högskolan för lärande och kommunikation vid Högskolan i Jönköping den 7 maj 2010.